# Mullvad
Mullvad — сервис по поставке услуг виртуальной частной сети (VPN) с открытым исходным кодом, базирующийся в Швеции. Mullvad работает с использованием протоколов WireGuard и OpenVPN. В дополнение к стандартным способам оплаты подписки на Mullvad, сервис принимает криптовалюту, такую как Bitcoin, Bitcoin Cash и Monero.

## История
Mullvad был запущен в марте 2009 года компанией Amagicom AB. Название сервиса на шведском языке означает «крот».
Mullvad начал свою работу с применением протокола OpenVPN в 2009 году. Mullvad был одним из первых сервисов, внедривших и поддерживавших протокол WireGuard, объявив о доступе к новому протоколу в марте 2017 года и сделав в июле того же года «щедрое пожертвование» в поддержку разработки WireGuard.
В октябре 2019 года Mullvad стал партнёром Mozilla. VPN-сервис Mozilla VPN, разработанный Mozilla, использует серверы WireGuard, принадлежащие Mullvad.
В апреле 2020 года Mullvad стал партнёром Malwarebytes, а также предоставил свои серверы WireGuard для VPN-сервиса Malwarebytes Privacy.
В мае 2022 года Mullvad начал официально принимать криптовалюту Monero, ориентированную на повышенную конфиденциальность транзакций, к оплате за подписку на сервис.
С апреля по май 2022 года, в связи с развернувшейся в России военной цензурой интернета, Mullvad совместно с журналом DOXA начал раздачу 10 тысяч ключей к аккаунтам от своего сервиса россиянам, которым необходим доступ к альтернативным источникам информации.
3 апреля 2023 года совместно с проектом Tor представили Mullvad Browser, аналог Tor-браузера, но без подключения к сети Tor.

## Технология
По состоянию на апрель 2022 года список серверов Mullvad содержал информацию о 823 серверах в 38 странах (68 городах).
В обзоре TechRadar отмечается, что «основной сервис Mullvad является мощным, современным и полностью оснащённым передовыми технологиями». Помимо протоколов OpenVPN и WireGuard с открытым исходным кодом, Mullvad включает в себя шифрование «промышленной надёжности» (с использованием методологии AES-256 GCM), 4096-битные ключи RSA с алгоритмом SHA-512 для аутентификации сервера, совершенную прямую секретность согласования ключа, «многоуровневую защиту» от утечек DNS, защиту от утечек IPv6, «несколько скрытых опций», помогающих обойти перенаправление портов и правительственную или корпоративную блокировку VPN.
Mullvad предоставляет VPN-приложения для компьютеров, работающих под управлением операционных систем Windows, macOS и Linux. По состоянию на апрель 2020 года VPN-клиенты Mullvad, использующие протокол WireGuard, также доступны для iOS и Android. Пользователи мобильных операционных систем iOS и Android могут настраивать и использовать встроенные клиенты VPN или приложения OpenVPN и WireGuard для доступа к сервису Mullvad.

## Конфиденциальность
В процессе регистрации в Mullvad сервис не запрашивает адрес электронной почты или другую идентифицирующую пользователя информацию. Вместо этого для каждого нового пользователя анонимно генерируется уникальный 16-значный номер счета. Этот номер учетной записи в дальнейшем используется для входа в сервис Mullvad. Чтобы обеспечить конфиденциальность своих пользователей, Mullvad принимает анонимные способы оплаты наличными, в Bitcoin и Bitcoin Cash. Оплата услуг сервиса также может быть произведена банковским переводом, кредитной картой, PayPal и Swish.
Для пользователей VPN-сервиса политика отсутствия ведения журнала Mullvad исключает регистрацию: IP-адреса пользователя, используемого IP-адреса VPN, активности просмотра, пропускной способности, подключений, продолжительности сеанса, временных меток и DNS-запросов. В обзоре TechRadar отмечается, что «конечным результатом всего этого является то, что вам не нужно беспокоиться о том, как Mullvad обрабатывает судебные запросы на доступ к вашим данным об использовании, потому что их нет».

## Оценки
В то время как Mullvad известен своим строгим подходом к конфиденциальности и поддержанию хорошей скорости соединения, настройки и интерфейс VPN-клиента были отмечены как более обременительные и технически сложные, чем у других провайдеров VPN, в особенности на некоторых клиентских платформах. Тем не менее в последующем обзоре того же источника в октябре 2018 года отмечалось: «У Mullvad есть значительно улучшенный современный клиент для Windows (в том числе, для Mac)». Обзор PC World, также сделанный в октябре 2018 года, заключает: «Благодаря своей приверженности конфиденциальности, анонимности (насколько это реально в сети) и производительности Mullvad остаётся нашей главной рекомендацией для VPN-сервиса».
В ноябре 2018 года издание TechRadar отметило Mullvad как одного из пяти провайдеров VPN, ответивших на ряд вопросов о надёжности, заданных Центром демократии и технологий. В марте 2019 года в обзоре этого же издания были отмечены несколько нестандартные скорости. Однако в более свежем и тщательном обзоре TechRadar от 11 июня того же года говорится, что «скорость отличная». Несмотря на это, в последнем обзоре издания был отмечен недостаток для мобильных пользователей, заключающийся в том, что Mullvad не предоставил мобильных клиентских приложений VPN. По состоянию на июнь 2022 года мобильное приложение Mullvad доступно как на Android, так и на iOS.
Некоммерческая организация Freedom of the Press Foundation в своём руководстве «Выбор VPN» упоминает Mullvad среди четырех VPN, которые соответствуют рекомендуемым настройкам и функциям для использования VPN в качестве инструмента для защиты онлайн-активности.
Некоммерческая организация PrivacyTools.io разработала исчерпывающий список критериев VPN-сервиса, чтобы объективно рекомендовать их. По состоянию на октябрь 2021 года этим критериям соответствовали только три VPN. Mullvad является одним из трёх рекомендуемых VPN-сервисов.